# Dark Metal
Dark Metal ist ein Subgenre des Extreme Metal das Ende der 1990er Jahre im Crossover von musikalischen und ästhetischen Ideen des Black Metal, Death Metal, Symphonic Metal und Gothic Metal entstanden ist.

## Stil
Die Bezeichnung Dark Metal wird häufig verwendet, um Extreme Metal mit düsterer Atmosphäre zu beschreiben. Die unter der Bezeichnung gehandelten Bands spielen einen Stil der in seinen Anfängen anders schwer zu klassifizieren schien, da er Elemente aus Doom Metal, Black Metal, Death Metal, Dark Wave und mehr vereinte. Mitunter ist der Terminus gebräuchlich, „wenn man eine Band nicht klar dem Death, Black, Doom oder Gothic Metal (einschließlich der jeweiligen Unterspielarten) zuordnen kann.“ Gelegentlich wurden weitere ergänzende Elemente wie elektronische Rhythmen oder Beauty-and-the-Beast-Gesang genutzt.
Ausgehend von Interpreten wie Katatonia, Bethlehem und Deinonychus wird das Genre auf der Website Doom-Metal.com als düster und suizidal beschrieben. Die Musik vermenge Doom Metal und Black Metal mit wahnsinnigen Schreie und schnellen Passagen. Die Ästhetik und die Texte der Interpreten weisen „ein stark sexualisiertes oder auch satanistisches Auftreten“ auf.

## Geschichte
Nachdem der Begriff Dark Metal durch Albumtitel und Werbebezeichnungen von Katatonia und Bethlehem populär wurde entstand im Verlauf der 1990er Jahre ein Musikstil der das Gitarrenspiel des Black Metal mit orchestralen Keyboardarrangements kombinierte. Die Ausrichtung Bethlehems an der „Faszination für die Dunkelheit“, in Abgrenzung zum Satanismus des Black Metal, begründete dabei ein Thema des Dark Metal.
Gruppen wie Trail of Tears, Arcturus, The Kovenant und Siebenbürgen verfolgten so ähnliche Stilideen. Tragend für die Popularisierung dieser Spielform wurden derweil Samael, Cradle of Filth und Dimmu Borgir, die sich auch eines wegweisenden ästhetischen Eklektizismus bedienten, der Elemente der Schwarzen Szene und des Black Metal ebenso wie solche der Technokultur nutzte. Der thematische Kern blieb flexibel, derweil Gruppen wie Cradle of Filth, Siebenbürgen und Moonspell mit ähnlichen, oft erotisch aufgeladen, vampirschen und schauerliterarischen Themen die Wahrnehmung als Genre prägten. Nach einer Erfolgsphase um die Jahrtausendwende ebbte das Interesse am Genre ab. Dark Metal wurde als Genre journalistisch oder wissenschaftlich kaum erschlossen und abgegrenzt. Interpreten werden vielmehr unter Gothic Metal oder Black Metal im Sinn von Sammelbegriffen verhandelt. Entsprechend blieb die Bezeichnung Dark Metal eine vage Abgrenzung zu anderen Varianten des Extreme Metal.